# Братковець (потік)
Братковець (пол. Bratkowiec) — гірський потік в Україні, у Надвірнянському районі Івано-Франківської області у Галичині. Лівий доплив Бистриці Надвірнянської, (басейн Дністра).

## Опис
Довжина потоку приблизно 9 км, найкоротша відстань між витоком і гирлом — 6,65 км, коефіцієнт звивистості потоку — 1,35 . Формується багатьма безіменними гірськими струмками. Потік тече в Українських Карпатах.

## Розташування
Бере початок на північно-східних схилах гори Братківська (1788,1м). Тече переважно на північний схід через пам'ятку природи Урочище Вернє Озерище і на південно-східній стороні від села Климпуші впадає у річку Бистриця Надвірнянська (колишня назва Бистриця Чорна), праву притоку Бистриці.

## Цікавий факт
- На правому березі потоку розташоване Заповідне урочище Братковець.